# Ellalan
Ellalan (tamoul : எல்லாளன், Ellāḷaṉ ; cinghalais : එළාර, Elara),, est un roi tamoul originaire du royaume Chola, dans le sud de l'Inde, qui s'est emparé du trône d'Anuradhapura, dans l'actuel Sri Lanka, où il a régné de 145 à 101 avant notre ère,,.
Ellāḷaṉ est traditionnellement présenté comme un bon roi, même par les cinghalais. La Mahavamsa affirme qu'il a régné « dans les cas de litiges, avec la même justice pour l'ami et l'ennemi », et explique comment il a même ordonné l'exécution de son fils après s'être rendu coupable d'un crime religieux odieux. Il s'agit d'une figure particulière dans l'histoire du Sri Lanka, qui a des résonances particulières avec le conflit ethnique qui a déchiré le pays entre 1983 et 2009. Bien qu'il ait été un envahisseur et un usurpateur, il est souvent considéré comme un des souverains les plus sages et les plus justes du Sri Lanka. Le Mahavamsa, chronique cinghalaise en pali du VIe siècle, affirme que même son ennemi juré Dutugemunu avait un grand respect pour lui et a fait construire un monument sur le lieu de sa crémation après sa mort au combat. Le nom tamoul Ellāḷaṉ signifie « celui qui garde la frontière ».

## Jeunesse
Ellāḷaṉ est décrit dans le Mahavamsa comme étant « un Damila d'ascendance noble... du pays de Chola. ». On sait peu de choses de sa jeunesse. Aux alentours de 250 avant notre ère, il a organisé une invasion du royaume de Rajarata dans le nord du Sri Lanka, qui avait pour capitale Anuradhapura. Il a vaincu les forces du roi Asela et s'est installé sur le trône de Rajarata.
En Inde, des sources à son sujet ne sont pas connues, et il y est associé tardivement au roi Manunidhi Chola (tamoul : மனுநீதி சோழன், Manunīdi sōḻan). L'épopée tamoule du Silappatikaram et l'œuvre hagiographique du Periya Puranam (en) font référence à ce dernier, dont le nom est utilisé dans la littérature tamoule (en) comme symbole d'honnêteté et de justice. Sa capitale était d'après ces textes Tiruvarur, et son règne n'y est connu qu'à travers notamment sa légendaire justice,.
Ce n'est qu'à partir du XIXe siècle que des historiens sri lankais établissent un lien entre les deux personnalités, sur la base qu'elles partagent la figure du « roi justicier » et la même légende. Une identification qui peut être incertaine. Les rares textes anciens sri lankais en langue tamoule, tels que le Konesar Kalvettu ou le Yalpana Vaipava Malai, ne font pas de relation entre Ellalan et Manu Needhi Cholan, et n'affirment pas la venue de ce dernier sur l'île. Ce n'est qu'à partir de 1912 qu'Elara apparaît dans l'historiographie produite dans ces parties de Ceylan, avec une biographie largement tributaire du Mahavamsa. Cette première occurrence, introduite par l'historien jaffnais Muttuthampi Pillai, se distingue aussi par l'intégration d'Ellāḷaṉ dans le narratif historique de Jaffna, l'érigeant comme le premier souverain de Jaffna, et celui qui aurait donné ce territoire au harpiste mythique Panan.

## Défaite et mort
Malgré son règne équitable, la résistance contre Ellāḷaṉ s'est rassemblée autour d'un jeune prince cinghalais, Dutugemunu. Vers la fin du règne d'Ellāḷaṉ, Dutugemunu a renforcé sa position dans le sud en soumettant son frère Saddha Tissa, qui s'était révolté contre lui. L'affrontement avec Ellāḷaṉ est alors devenu inévitable.
Le Mahavamsa présente un récit assez détaillé des sièges et des batailles qui ont émaillé ce conflit. L'emploi généralisé des éléphants de guerre et de la poix enflammée est particulièrement intéressant. L'éléphant de Ellāḷaṉ était nommé Maha Pambata, ou « gros rocher », et celui de Dutugemunu, Kandula.
La bataille finale aurait eu lieu alors que Dutugemunu se rapprochait d'Anuradhapura. La nuit précédente, les deux rois auraient parlé avec leurs conseillers. Ils se sont affrontés à dos d'éléphant, Ellāḷaṉ « dans son armure... avec des chariots, des soldats et des cavaliers ». Les forces de Dutugamunu auraient mis en déroute celles d'Ellāḷaṉ, et « l'eau du réservoir qui se trouvait là est devenue rouge du sang des tués ». Dutugemunu, déclarant que « personne d'autre qui lui ne tuerait Ellāḷaṉ », l'a rejoint au portail sud d'Anuradhapura et abattu d'un projectile sur son éléphant.

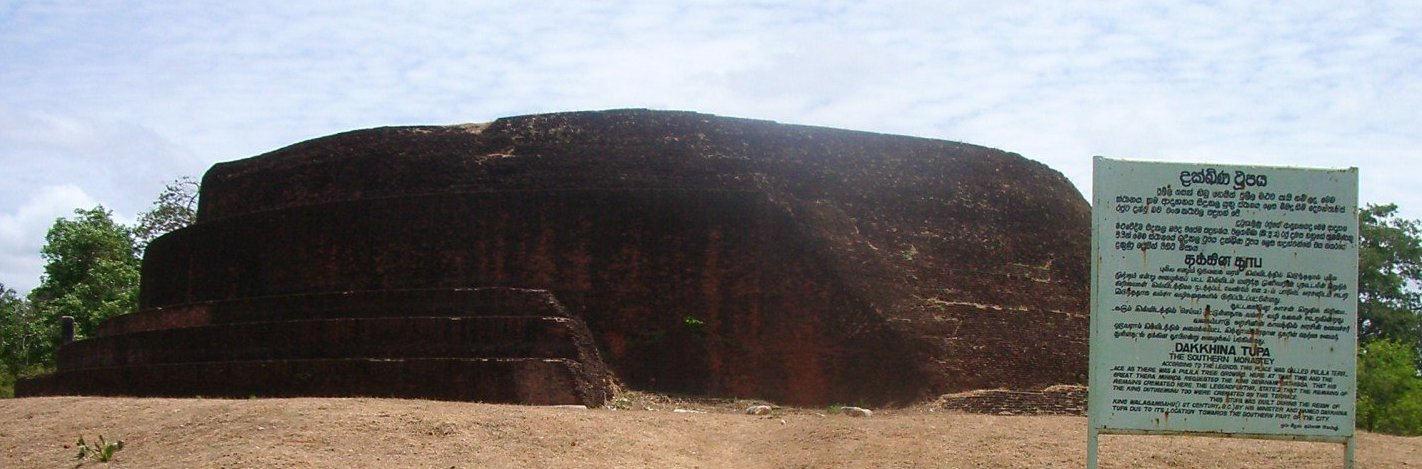
Le Dakkhina Stupa à Anuradhapura.

Après la mort d'Ellāḷaṉ, Dutugemunu a ordonné qu'il soit brûlé là où il était tombé et qu'un monument soit construit à cet emplacement. Le Mahavamsa mentionne que « même aujourd'hui, les princes de Lanka, quand ils approchent de cet endroit, ont l'habitude de faire taire leur musique ». Ce monument n'a malheureusement pas été retrouvé. La structure jadis considérée comme la tombe d'Ellāḷaṉ (Ellāḷaṉ Sohona) est aujourd'hui identifiée comme un stupa bouddhiste et a été renommée Dakkhina Stupa (en). Cette identification et ce renommage font l'objet de controverses,.

## Influence
Le Mahavamsa contient de nombreuses références aux loyaux soldats de l'Empire Chola et les décrit comme une force puissante. Ils ont assuré divers services comme la garde de temples à l'époque de Vijayabahu I et de Parakramabahu I (XIe–XIIe siècle),. Certains roi cinghalais ont essayé de les employer comme mercenaires en renommant une partie des plus belliqueux Mahatantra. Si l'on en croit l'historien américain Burton Stein (en) (1926–1996), lorsque ces troupes ont été envoyées contre l'Empire Chola, elles se sont révoltées et ont dû être dissoutes. Elles ont survécu en se livrant à d'autres activités. Les Valanjayara, une sous-section des Velaikkara, sont ainsi devenus marchands. Ils sont devenus si puissants que le Temple de la Dent de Kandy a été placé sous leur garde,. Lorsque les Velaikkara ont obtenu le contrôle du Temple de la Dent, ils l'ont renommé Mūnrukai-tiruvēlaikkāran daladāy perumpalli. Il existe de nombreux témoignages épigraphiques sur les Velaikkara. Leurs inscriptions, comme celle de Polonnâruvâ, ont en fait été utilisées pour établir la durée des règnes des rois cinghalais (dans ce cas celui de Vijayabahu I : 55 ans).
La base de la Marine srilankaise de Karainagar, dans la péninsule de Jaffna, porte le nom de SLNS Elara

## Légende de Manu Needhi Cholan

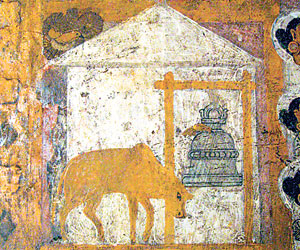
La cloche et la vache au palais d'Elara ou Manu Needhi Cholan (illustration ancienne, de style Anuradhapura).

Ellalan a reçu le titre de Manu Needhi Cholan (le Chola qui suit les lois de Manu) pour avoir fait exécuter son fils pour rendre justice à une vache. Selon la légende, il avait pendu devant sa salle d'audience une grande cloche pour quiconque réclamait justice. Un jour, il est sorti en l'entendant heurtée par une vache. Après enquête, on a découvert que le veau de celle-ci avait péri sous les roues de son propre chariot. Pour rendre justice à cette vache, il a fait écraser son propre fils Veedhividangan par son chariot, afin de se punir en souffrant autant qu'avait souffert la vache. Impressionné par la justice du roi, le dieu Shiva le bénit et ressuscita à la fois son fils et le veau. Il est mentionné dans les épopées tamoules du Silappatikaram et du Periya Puranam (en) et son nom est utilisé dans la littérature tamoule (en) comme symbole d'honnêteté et de justice.
Si la tradition indienne transpose ses évènements dans le pays chola, en Inde méridionale, le Mahavamsa, qui partage plus-ou-moins la même légende, les insèrent dans le cadre du règne d'Elara à Anuradhapura. L'incident du meurtre du veau par son fils aurait eu lieu sur la route menant au Tissa Wewa (réservoir de Tissa).
Des inscriptions comme celle de Konesar Kalvettu et des chroniques récentes comme le Yalpana Vaipava Malai (en) rapportent qu'un Chola descendant de Manu Needhi Cholan, Kulakkottan, a fait restaurer le Temple de Koneswaram et son réservoir à Trinquemalay en 438, comme le temple de Munneswaram (en) sur la côte ouest, et que c'est lui qui a installé les Vanniyars (en) dans l'est,.